# Oratorio di Santa Barbara al Celio
L'oratorio di Santa Barbara è una chiesa di Roma, nel rione Celio, in piazza di San Gregorio: esso è il più antico dei tre oratori del Celio, nei pressi della chiesa di San Gregorio.

## Storia
L'oratorio è identificato come il triclinium pauperum (mensa dei poveri), ossia il luogo dove santa Silvia ed il figlio papa Gregorio I ogni giorno distribuivano cibo per i poveri. Esso risale al XII-XIII secolo, e deve la sua attuale forma ai rifacimenti fatti eseguire dal cardinale Cesare Baronio tra il 1602 ed il 1603.
Fino al 1870, era tradizione il giorno del giovedì santo che il papa servisse da mangiare in questo oratorio a 13 poveri.
Santa Barbara è il primo dei tre oratori del Celio, sulla sinistra: con gli altri oratori fu concesso da papa Leone XII nel 1828 al capitolo di Santa Maria Maggiore, a cui ancora oggi compete.

## Descrizione
L'edificio è costruito su preesistenze di epoca romana del II-III secolo, visibili dal clivo di Scauro.
L'interno dell'oratorio è a pianta rettangolare con parete absidata sul fondo. In questa abside, o nicchia, è posta una statua di san Gregorio Magno benedicente, realizzata da Nicolas Cordier nel 1602: per la sua realizzazione il Cordier utilizzò un blocco di marmo acquistato dal nipote di Michelangelo, e sul quale lo stesso grande artista vi aveva già abbozzato un lavoro mai portato a termine.
Al centro dell'aula è posta una lastra di marmo, di epoca romana (III secolo), che poggia su sostegni marmorei decorati con grifoni e palme. È questa la lastra sulla quale, secondo la tradizione, i santi Silvia e Gregorio distribuivano il pane ai poveri: e si racconta che un giorno a mensa, oltre ai dodici poveri si sedette anche un ospite inatteso, un angelo. A ricordo di questo fatto, nella metà del XV secolo, vi fu incisa il seguente distico in latino: Bis senos hic Gregorius pascebat egentes / angelus et decimus tertius accubuit (Qui san Gregorio nutriva dodici poveri / e un angelo sedette come tredicesimo).
Le pareti dell'oratorio sono affrescate con un ciclo pittorico che ritrae 11 momenti importanti della vita di san Gregorio Magno. Gli affreschi furono eseguiti da Antonio Viviani tra il 1603 ed il 1604:
1. La carità di san Gregorio
2. Sua elezione ad abate del monastero
3. Apparizione dell'angelo alla mensa dei poveri
4. Gregorio nell'atto di scrivere
5. Figura di santa Barbara
6. Figura di san Nereo
7. Figura di sant'Achilleo
8. Figura di santa Flavia Domitilla
9. Invio di Agostino ad evangelizzare gli anglosassoni
10. I monaci al cospetto di re Etelberto
11. Visione della vergine Maria